# 우학항
우학항은 전라남도 여수시 남면 우학리에 위치한 어항이다. 1975년 8월 5일 지방어항으로 지정하여 관리하고 있다. 시설관리자는 여수시장이다.

## 어항 구역
본 항의 어항구역은 다음과 같다.
- 수역: 남면 우학리 노랑바위 끝 오도에서 심장리 미포부락 담배자리 끝을 연결한 선내수역

## 어항 시설
- 계류시설 910m, 외곽시설 167m

## 기본 계획
- 계류시설 1,040m, 외곽시설 588m[1]

## 주요 어종
- 전복, 삼치

## 찾아가는 길
- 철도: 여수역 도착→ 여수역 (999번) → 교동 여객선터미널 → 금오도, 여천 → 우학
- 버스: 여수시외버스터미널도착 → 터미널 (돌산방면 109번, 114번, 116번) → 신기(여객선) → 금오도, 여천 → 우학
- 자가용: 순천 IC → 여수시 → 돌산읍 신기(여객선, 차량탑재 가능) → 금오도 ,여천 → 우학